# Alternaria capsici-annui
Alternaria capsici-annui är en svampart som beskrevs av Savul. & Sandu 1936. Alternaria capsici-annui ingår i släktet Alternaria och familjen Pleosporaceae.   Inga underarter finns listade i Catalogue of Life.